# كأس السوبر الألماني 2018
كأس السوبر الألماني 2018 هي النسخة التاسعة  من كأس السوبر الألماني، وهي مباراة كرة قدم تقام سنويًا بين الفائز بالدوري الألماني والفائز بكأس ألمانيا. لُعبت المباراة بتاريخ 12 أغسطس 2018.
شارك في البطولة آينتراخت فرانكفورت الفائز بكأس ألمانيا 2017–18، وبايرن ميونخ، الفائز بالدوري الألماني 2017–18 وحامل لقب البطولة.
فاز بايرن ميونخ على بالكأس بعد تغلبه على آينتراخت فرانكفورت 5–0، ليحققوا لقبهم السابع.

## الفريقين
| الفريق             | التأهل                      | المشاركات السابقة (الخط الغليظ يعني بأن الفريق فاز باللقب)            |
| ------------------ | --------------------------- | --------------------------------------------------------------------- |
| آينتراخت فرانكفورت | الفائز بكأس ألمانيا 2017–18 | 1 (1988)                                                              |
| بايرن ميونخح       | بطل الدوري الألماني 2016–17 | 11 (1987، 1989، 1990، 1994، 2010، 2012، 2013، 2014، 2015، 2016، 2017) |

## المباراة

### التفاصيل
| آينتراخت فرانكفورت | 0–5   | بايرن ميونخ                                         |
| ------------------ | ----- | --------------------------------------------------- |
|                    | تقرير | - ليفاندوفسكي 21'، 26'، 54' - كومان 63' - تياغو 85' |

### الإحصائيات
| الإحصائيات           | آينتراخت فرانكفورت | بايرن ميونخ |
| -------------------- | ------------------ | ----------- |
| الأهداف المسجلة      | 0                  | 5           |
| إجمالي التسديدات     | 8                  | 13          |
| التسديدات على المرمى | 1                  | 7           |
| التصديات             | 2                  | 1           |
| الاستحواذ            | 32%                | 68%         |
| الركنيات             | 3                  | 5           |
| الأخطاء المرتكبة     | 8                  | 9           |
| التسلل               | 0                  | 2           |
| كروت صفراء           | 1                  | 1           |
| كروت حمراء           | 0                  | 0           |